# Rocca Grimalda
Rocca Grimalda, (la Ròca Grimàuda en piemontès) és un municipi situat al territori de la província d'Alessandria, a la regió del Piemont (Itàlia).
Limita amb els municipis de Capriata d'Orba, Carpeneto, Ovada, Predosa, Silvano d'Orba i Trisobbio.
La frazione de San Giacomo pertany al municipi.

## Galeria fotogràfica

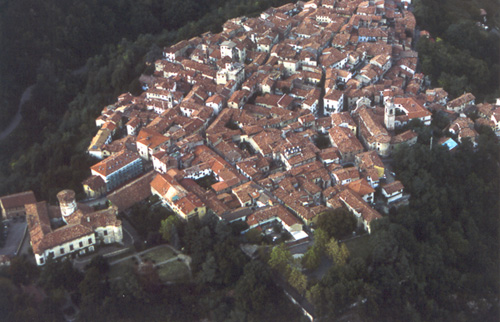
Vista aèria del municipi
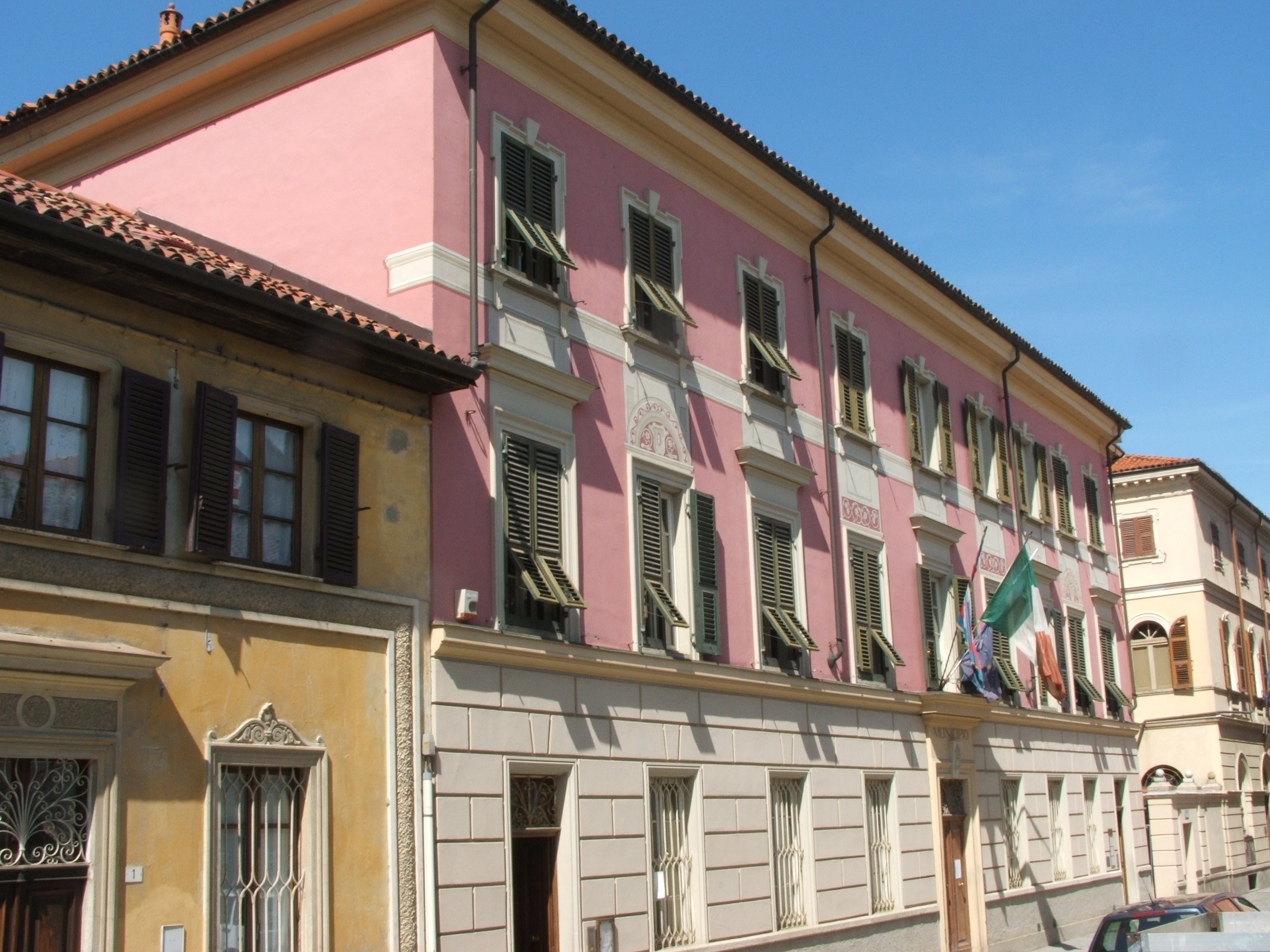
Ajuntament
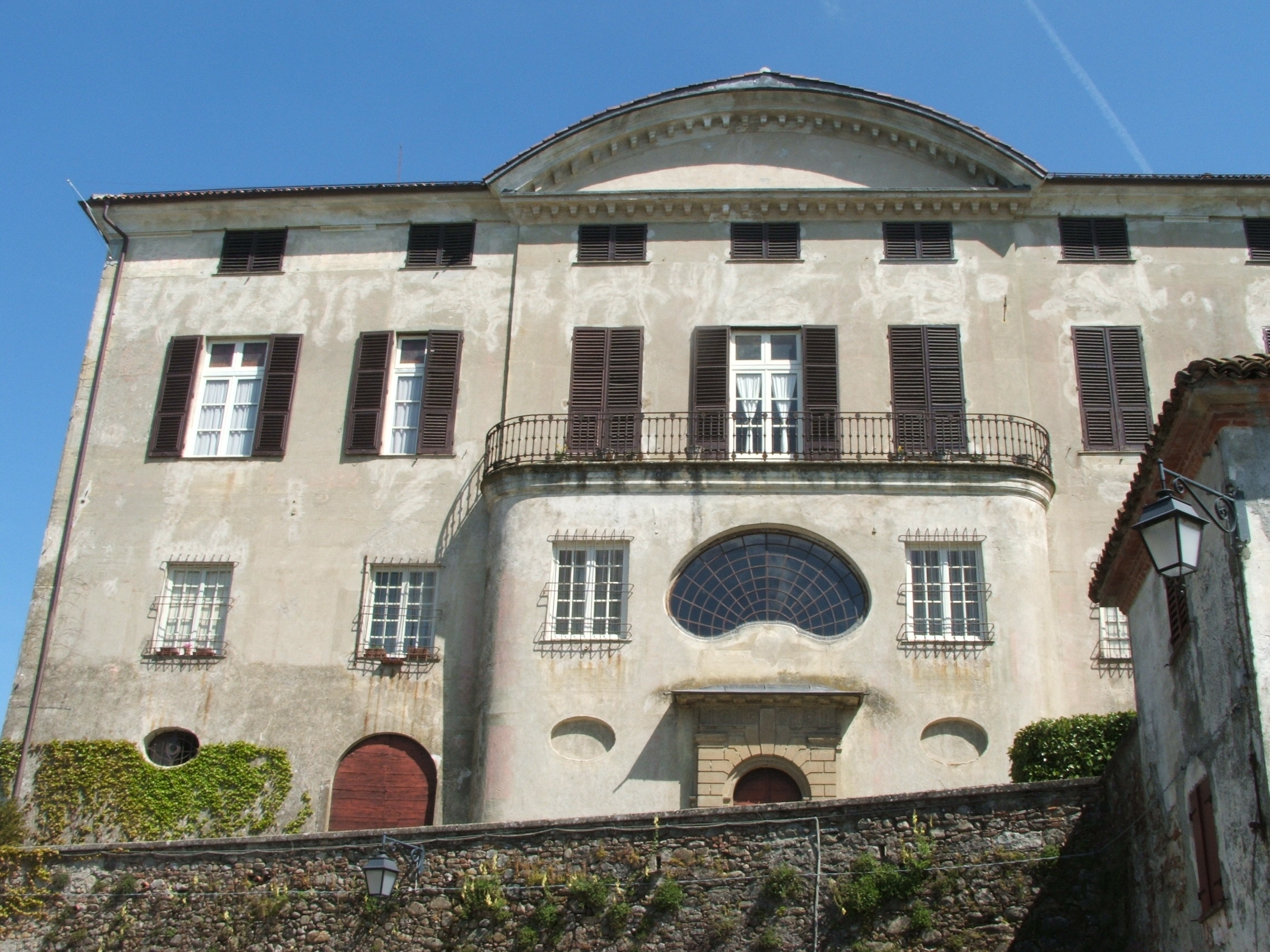
castell Malaspina-Grimaldi
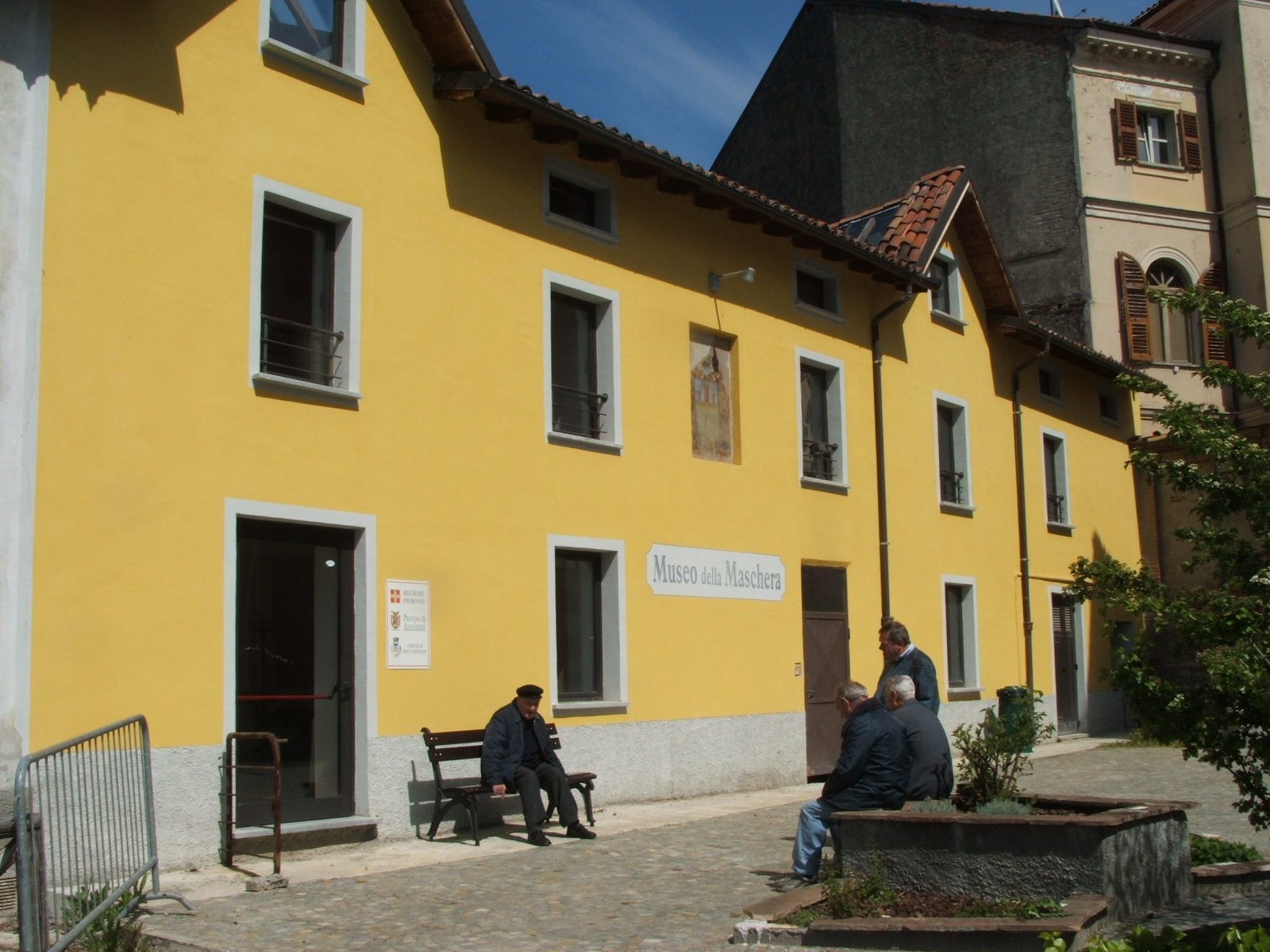
Museu
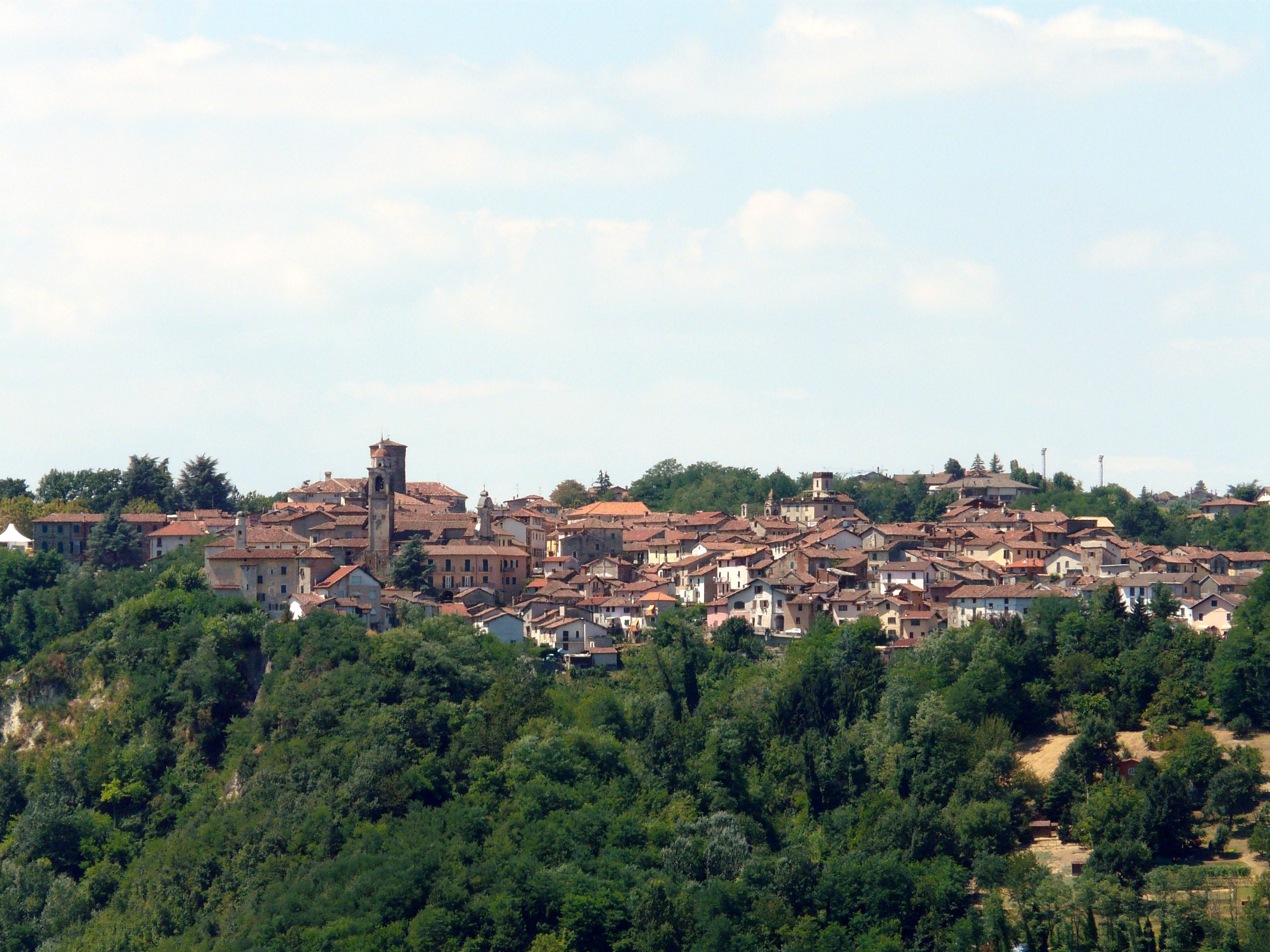
Vista del poble
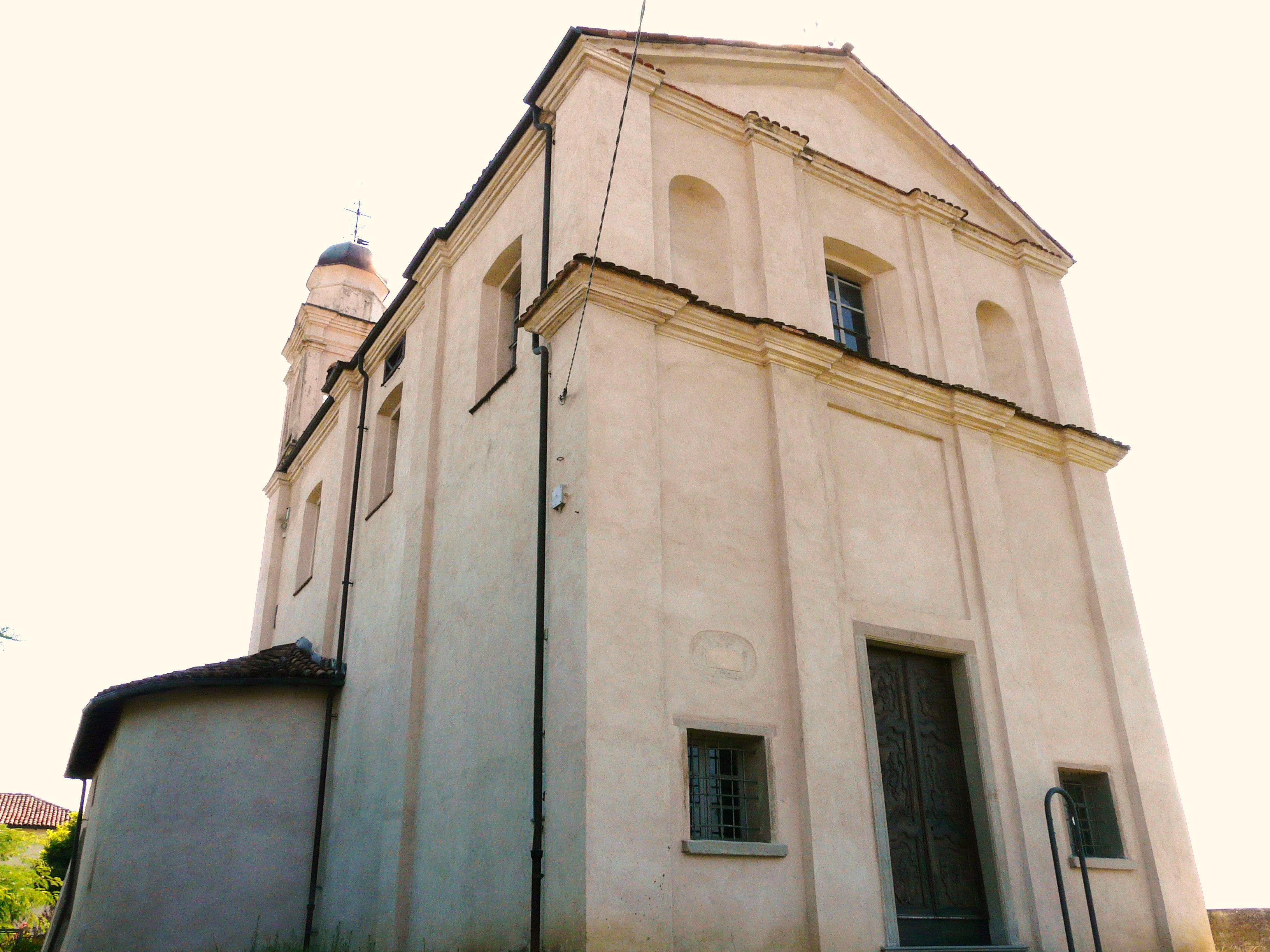
Església de Santa Limbania
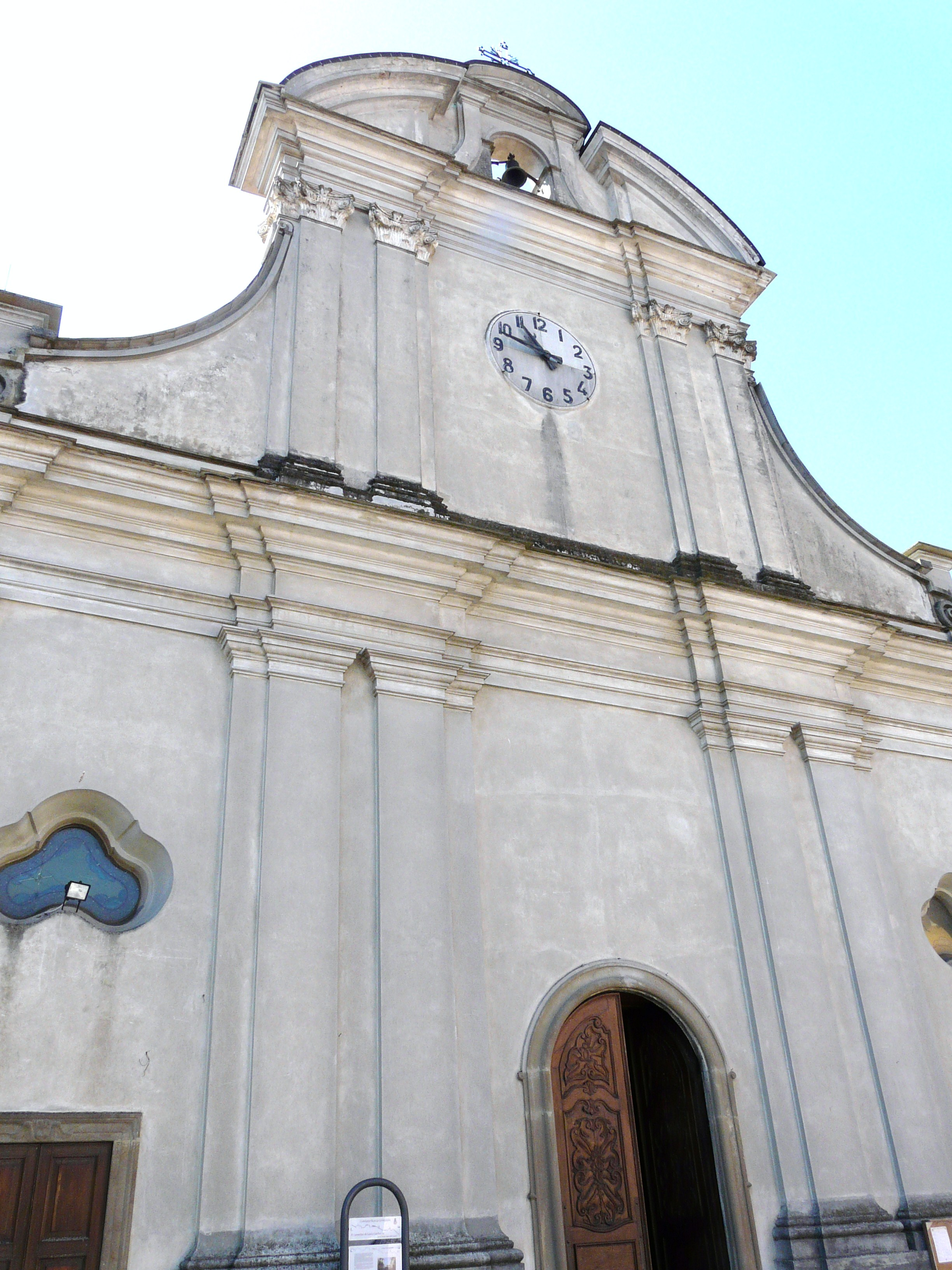
Església de Sant Jaume
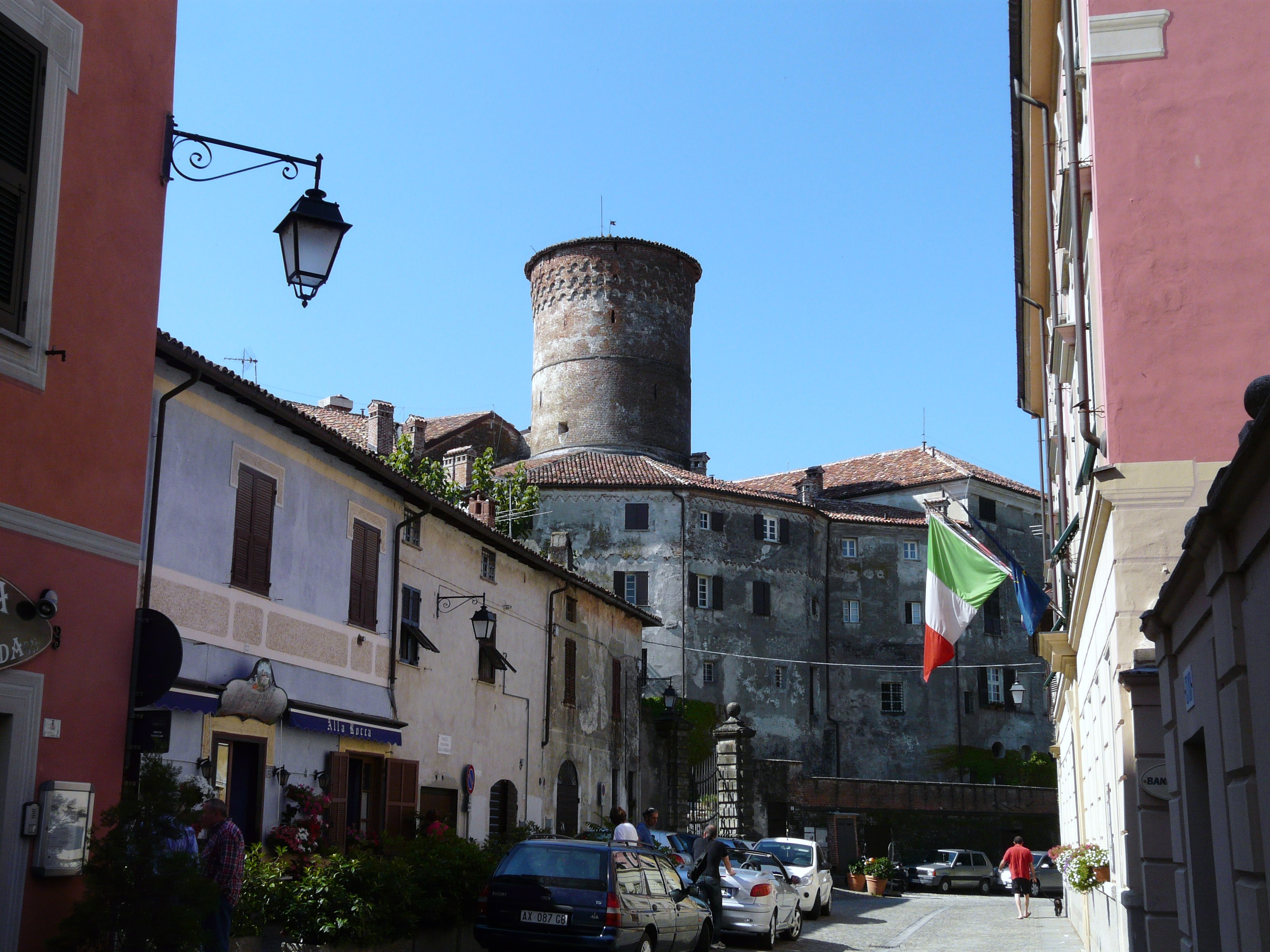
Panorama del municipi i del castell